# Magdalena Rahm
Magdalena Elisabeth de Ram van Hagedoorn, döpt 18 juni 1687 i Steenbergen, död 21 november 1752 i Bergen-op-Zoom var en svensk friherrinna, salongsvärd, politisk aktör och opinionsbildare under frihetstiden. Hon begravdes i Steenbergen 1 december 1752.
Hon var dotter till den holländske översten i Aquilaregementet Fredrik de Ram van Hagedoorn och hans första hustru Elisabeth Ruysch van Wayestein van Pijlsweert.
Hon gifte sig 11 juli 1706 i Utrecht med överstelöjtnant friherre Henrik Magnus von Buddenbrock. Rahm deltog i den politiska debatten som hattpartist. Hon nämns av den samtida historiken E.M. Fant som politisk aktör och räknas vid sidan av Henrika Juliana von Liewen och Hedvig Catharina Lillie till de kvinnor som använde skålen "Was wir lieben" (en skål som kännetecknade hattpartiet) medan hovfröken Bonde skålade med "Ich denk mirs" (med mösspartiet). Hon tillhörde de opinionsbildare som understödde hattarnas krigsplaner mot Ryssland. Hon anses ha bidragit till utbrottet av ryska kriget. Maken var tillsammans med sin kollega Lewenhaupt en av de två befäl som hölls ansvarig för krigets utgång och avrättades 1743. Efter makens avrättning flydde hon med sina fyra barn till Utrecht. Hedvig Charlotta Nordenflycht föreslås ha riktat sin dikt Tröste-Bref till henne.
Såsom arvinge till sin bror Fredrik samt såsom ättens sista medlem besatt hon stora gods i och runt Steenbergen.  En skuld om 12 500 floriner behövde dessvärre betalas till greven av Hogendorp som 1752 inkrävde densamma. Detta ledde till att en stor del av arvet avsåldes, däribland godset Ekelenberg, Duijventoorn, de Pomp, gamla och nya Cromwiel, samt diverse obebyggda landstycken. Försäljningen inbragde 15 007 floriner och 26 styver.
Inte att sammanblandas med dottern, Magdalena Elisabet von Buddenbrock, f. 1717, d. 1768, som var gift med sin kusin, Carl Magnus von Buddenbrock.